# Хэлидон Хилл (пьеса)
«Хэлидон Хилл» (англ. Halidon Hill; другие варианты русского написания — Хэлидон-Хилл, Холидон Хилл, Халидон Хилл) — историческая пьеса в двух действиях британского писателя Вальтера Скотта, написанная в 1822 году. В 1830 году была опубликована в одном сборнике с пьесами «Крест Макдаффа» и «Проклятие Деворгойла». В центре сюжета — битва при Халидон-Хилле 1333 года, в которой англичане разбили шотландцев.
Вскоре после первой публикации пьесу перевели на ряд европейских языков, включая русский. Вильгельм Кюхельбекер в своём дневнике охарактеризовал «Хэлидон Хилл» как «редкостное драматическое произведение». «Это только начерк, но начерк превосходный, — написал Кюхельбекер. — Сцена примирения Суинтона и Гордона удивительна. Единственный недостаток, поразивший меня, несколько длинные любовные рассуждения молодого Гордона во время сражения».

## Издания
- Walter Scott. Halidon Hill: A Dramatic Sketch from Scottish History. Archibald Constable and Company, 1822.
- Скотт В. «Холидон Хилл», скетч в двух действиях. Перевод Эристова Д. А. М., Типография Решетникова, 1828.